# Judith Holofernes
Pour les articles ayant des titres homophones, voir Holoferne, Holofernes et Holopherne.
 (février 2019).
Si vous disposez d'ouvrages ou d'articles de référence ou si vous connaissez des sites web de qualité traitant du thème abordé ici, merci de compléter l'article en donnant les références utiles à sa vérifiabilité et en les liant à la section « Notes et références ».
Judith Holofernes (Judith Holfelder von der Tann), née le 12 novembre 1976 à Berlin, est une chanteuse allemande et guitariste du groupe Wir sind Helden ("WSH").

## Biographie
Née à Berlin-Ouest, à Kreuzberg, elle a 6 ans lorsqu'elle suit sa mère, traductrice, à Fribourg-en-Brisgau. C'est d'elle, qu'elle apprend les premiers accords à la guitare et dès l'âge de 14 ans, elle gagne de l'argent pour la première fois avec la musique, en tant que musicienne de rue. 
Après avoir réussi son bac, elle revient à Berlin pour étudier la communication sociale et économique à l'Université des Arts.  
C'est là, qu'elle découvre et s’intéresse plus particulièrement aux critiques de la société de consommation. Elle s'engage dans le projet Adbusters, un magazine en ligne anti-publicitaire, dont elle assure la version allemande. Elle en fera le thème d'un mémoire en novembre 2001. Après le lancement du projet Adbuster, elle laisse tomber ses études pour se consacrer à la musique.  
Holofernes joue dans la rue, puis tente sa chance comme auteur-compositeur-interprète, mais sans grand succès commercial ; tout change quand elle rencontre Pola Roy et Jean-Michel Tourette au cours d'un séminaire de musique pop à Hambourg en 2000. 
Peu après, elle monte le groupe Wir sind Helden avec eux. Bientôt, c'est la percée à la radio avec le single Guten Tag (Die Reclamation). Elle en chante une version dans un Français qu'elle ne maitrise pas très bien mais le message est tellement clair qu'il passe très bien: On y retrouve le regard critique qui caractérise une partie de sa génération à l'égard des médias et de la société de consommation. 
Son pseudonyme, Holopherne, évoque un général que l'on trouve dans le livre biblique de Judith et, semble-t-il, nulle part ailleurs car il est une impossibilité historique ; les juifs et les protestants, d'ailleurs, ne le reconnaissent pas. Il figure cependant dans la Bible catholique et a inspiré au cours des âges de très nombreux tableaux, comme ceux de Lucas Cranach ou de Gustav Klimt qui représentent Judith tenant la tête d'Holopherne qu'elle vient de décapiter.
Mariée avec Pola Roy, elle a eu avec lui deux enfants.

## Discographie

### Albums
- 1999 : Kamikazefliege, indépendant, 500 copies produites
- 2002 : Guten Tag (5-Titres Maxi indépendant, 3000 copies produites)
- 2003 : Die Reklamation, Labels
- 2005 : Von hier an blind, EMI Music
- 2007 : Soundso, EMI Music
- 2010 : Bring mich nach Hause

### Singles
- 2003 : Guten Tag
- 2003 : Müssen nur Wollen
- 2003 : Aurélie
- 2004 : Denkmal
- 2005 : Gekommen um zu bleiben
- 2005 : Nur ein Wort
- 2005 : Von hier an blind

### Autres
- 2004 : Die Rote Reklamation (Die Reklamation + accompagné d'un « Fan DVD »)
- 2005 : Von hier an blind+ Fan DVD
- 2006 : Wir Sind Helden Produit pour le marché français, compilation des albums Die Reklamation et Von hier an blind